# Santa Ana Tlapaltitlán
Santa Ana Tlapaltitlán es un pueblo con la categoría administrativa de delegación, dentro del municipio de Toluca. Limita al norte con San Lorenzo Tepaltitlán y San Mateo Otzacatipan; al sur con el municipio de Metepec, vialidad las Torres, Infonavit San Gabriel y el pueblo de San Francisco Coaxusco; al oriente limita con Santa María Totoltepec y con los fraccionamientos de Casa Blanca y Pilares, que corresponden al municipio de Metepec y al poniente, con la ciudad de Toluca.
Se subdivide en el Centro del Pueblo, un barrio llamado Santa María Zozoquipan y los asentamientos ejidales de la Loma, Buenavista y la Machincuepa.
Hasta 1990 limitaba al norte con el Paseo Tollocan. Hoy en día incluye una parte de la zona industrial de Toluca, en donde se halla el centro comercial Galerías Toluca.

## Toponimia

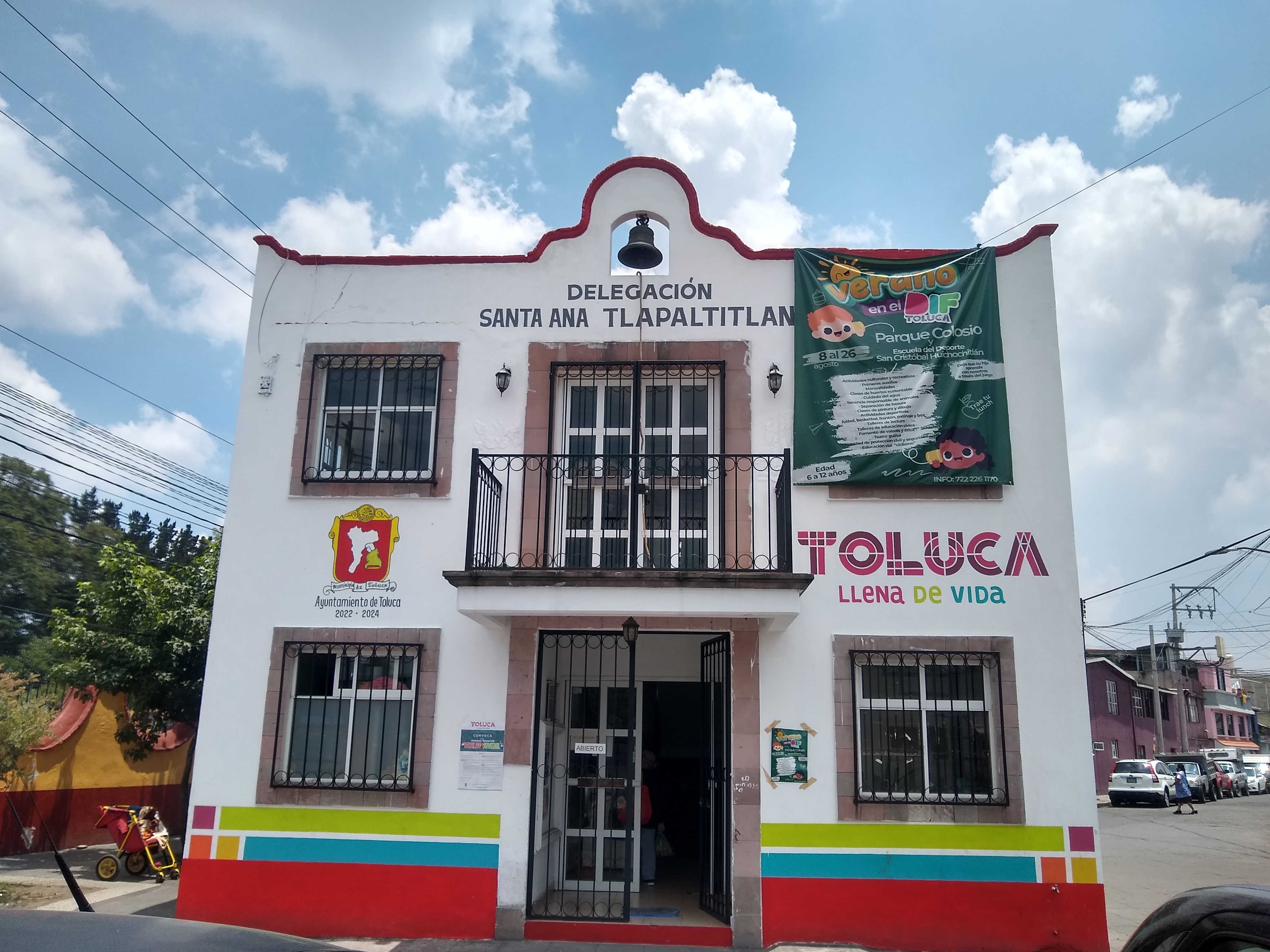
Delegación Municipal de Santa Ana Tlapatitlán

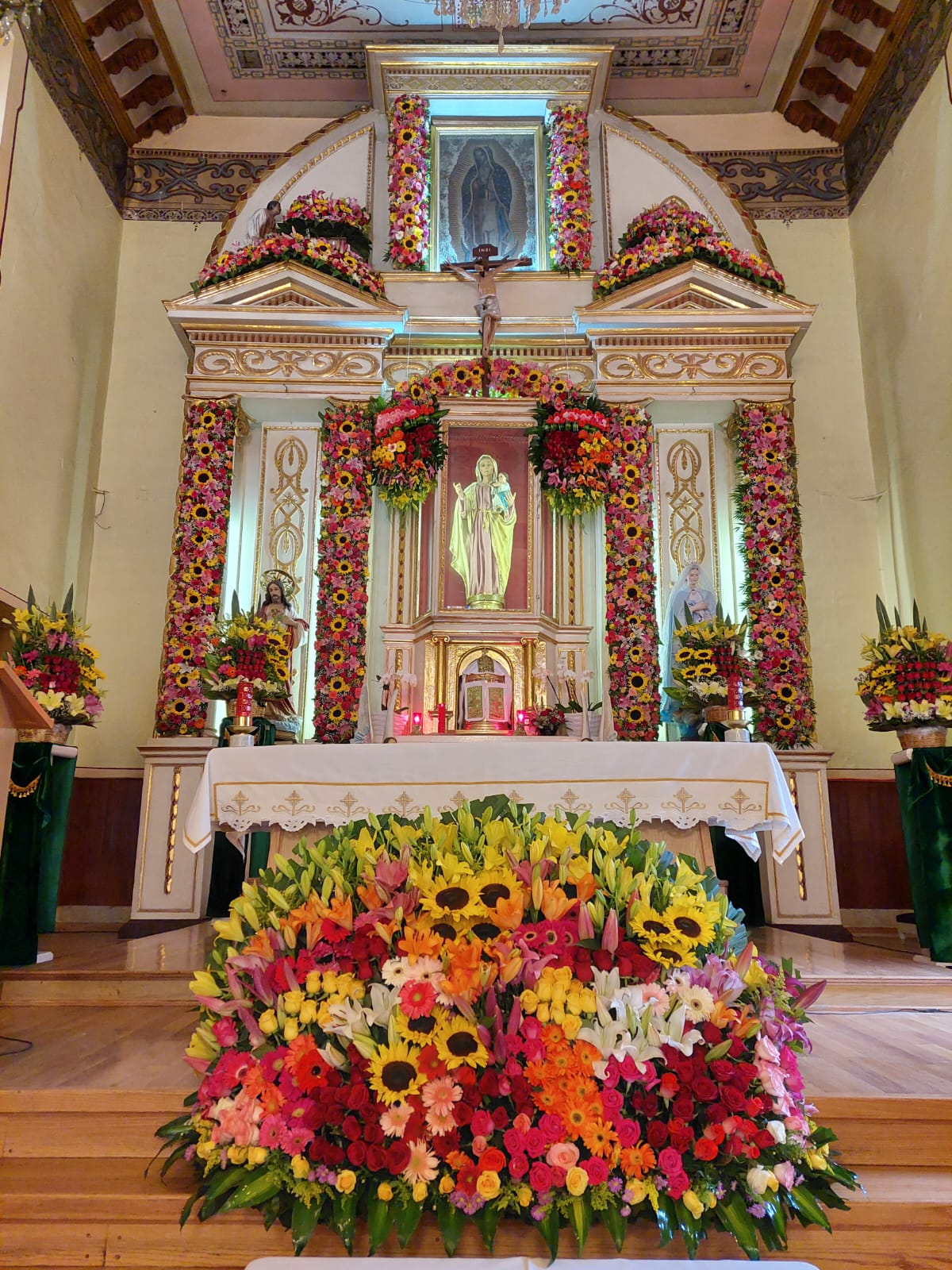
Retablo de la Iglesia del Pueblo de Santa Ana Tlapaltitlán, construida en el

En su fundación recibió el nombre de Tlancingo, que significa "entre pequeños dientes". A la conquista de este territorio por los mexicas, se le dio el nombre de Atipac ("entre agua"), porque había muchos manantiales.
En la época colonial recibió su nombre actual. "Tlapaltitlán", tiene dos posibles significados: "entre colores" de tlapalli, cosa pintada, y titlán, entre. O bien "Lugar entre la tierra húmeda" de tlal, talli, tierra, pal paltic, húmedo o mojado, ti, entre, y tlan, lugar.
Según el Códice Mendoza, el jeroglífico se integra por tres glifos: talli, tierra, pantli, estandarte o bandera y dos plumas de ave el signo de bandera y titla, tres dientes. 
La Señora Santa Ana es considerada madre de la Virgen María y por ende Abuela de Jesucristo, es la santa patrona del lugar.
Además es un pueblo que rinde un culto importante a San Isidro Labrador, por ser un pueblo originario que durante siglos se dedicó a la agricultura. 

## Orografía

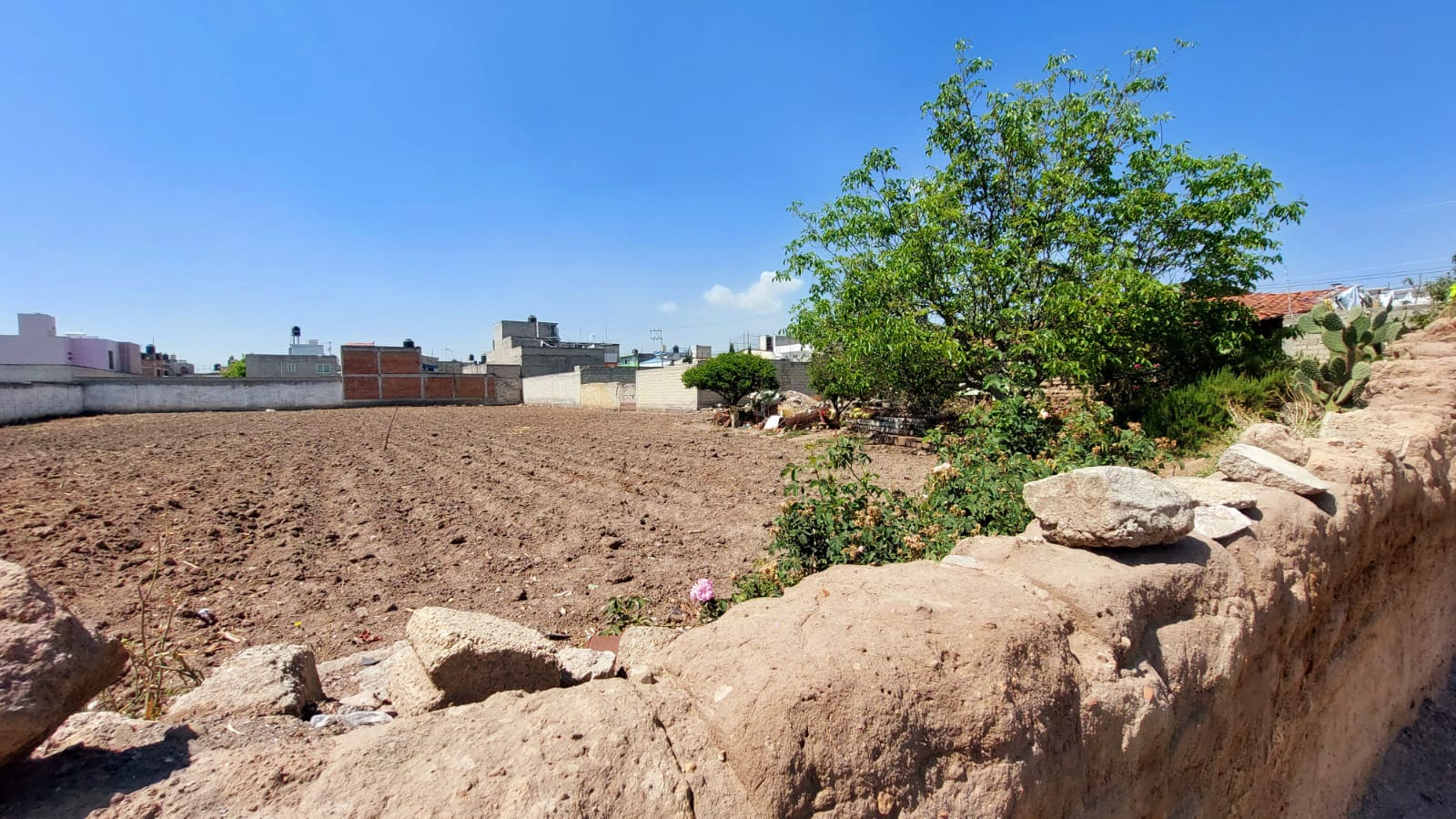
La mancha urbana de la ciudad de Toluca ha dejado muy pocos espacios para el cultivo en el pueblo de Santa Ana.

Santa Ana se encuentra ubicada en una zona plana del valle de Toluca, el tipo de suelo es aluvial, formado por rocas ígneas y el subsuelo es arcilloso y de fertilidad moderada.

## Organizaciones comunitarias
- Mediante el Comité Deportivo de Santa Ana Tlapaltitlán existen varias Ligas de Fútbol:
  - Liga Infantil, creada por Domingo Millán, con tres categorías.
  - Liga "Benjamín Flores" Dominical formada por dos categorías, con 18 equipos cada una, fundada en 1994.
  - Liga de Veteranos, cuenta con dos divisiones, cada una de ellas con 16 equipos, fundada en 1979.
  - Liga Mayor
- Grupo Cultural
- Escuela de la Cruz
- Grupo Pastoral
- Asociación del Perpetuo Socorro
- Asociación de la Señora Santa Ana
- Asociación de la Pía Unión
- Fiscales
- Escuela de Pastoral
- Acción Católica de niños y de señoras
- Adoración
- Juventud Alegre en Cristo
- Patronato de la Parroquia[2]

## Tradición artesanal

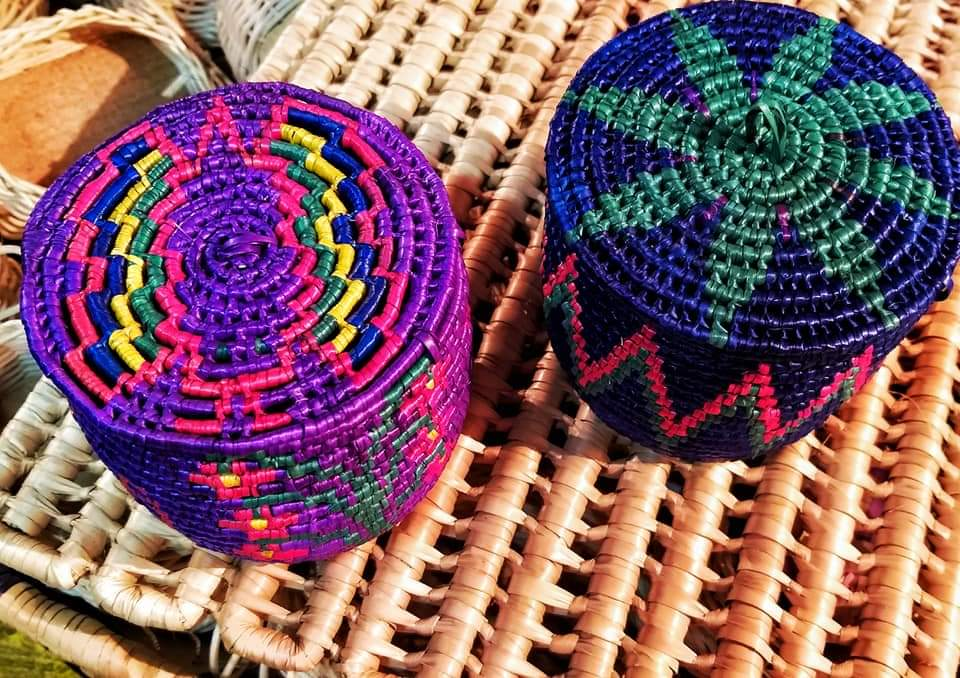
Cestería producida en el poblado de Santa Ana Tlapaltitlán.

### Cestería tejida
Proceso del tejido de la canasta de palma real: 

Se raja la palma, o sea se sacan los hilos de la palma del ancho que se requieran, después se hace un amarre en forma de cruz o de estrella, dependiendo del tipo de canasta, esto con la palma criolla y sobre este comienzo se teje la base, utilizando para la trama la palma real; la base de la canasta es lo más tardado por ello, primero hacen varias bases y cuando están algo cansados, continúan el tejido hasta que lo terminan. Al ir tejiendo remojan la palma con saliva para ablandarla y hacer más fácil el entretejido.

Los artesanos tejen, entre otras cosas: canastas, fruteros, paneras, protectores, tortilleros, tapetes de mesa, alhajeros, servilleteros, revisteros, fundas de vasos y forros para ánforas de licor.
Dice la investigadora Hilda Lagunas 

Desde la época prehispánica, los habitantes de Santa Ana ya se dedicaban a la artesanía de tejidos de palma, como lo demuestra Joana Broda, cuando nos dice que estos pobladores tributaban, primero a los mexicas y después a los españoles cestos y canastas, mismos que se empleaban para transportar los productos que se tributaban en todo el valle de Toluca, como las mantas, maíz, frijol etc.

En el siglo XX bajo la política de Lázaro Cárdenas los artesanos de esta comunidad se organizan y es en 1938 cuando se funda la Sociedad Cooperativa de Tejedores de Palma cuyos dirigentes fueron los señores Lino Crisanto y Catarino Sánchez; esta cooperativa en la práctica nunca funcionó.
En esta comunidad en la década de los ochenta, existían aproximadamente 1200 artesanos: de éstos el 99.5% tejía canasta de punto y el 0.5 % canasta de palma real.
Las edades de estos tejedores variaban, pero en su mayoría, eran personas mayores de 40 años, lo que indica que esta actividad estaba en peligro de desaparecer por varios factores: la creación de la zona industrial Toluca-Lerma, que es una amplia fuente de trabajo para los habitantes de Santa Ana, el establecimiento de un mayor número de instituciones educativas, lo que ha permitido a los oriundos de esta comunidad alcanzar grados de escolaridad más altos, que los alejan del trabajo artesanal; otro factor es que los tejedores desempeñan otras actividades: son campesinos, comerciantes, jornaleros o profesionistas, lo que indica que no hay artesanos de tiempo completo.

Para 1999 el número de artesanos ha disminuido significativamente.

#### Tipos de cestos
- De palma criolla, utilizando la técnica del tejido de punto
- Entretejida de palma real, de colores rojo, rosa, amarillo, morado, verde, negro, naranja, azul y café. Con figuras como flores, grecas, muñecas, apaches, mariposas y gallos. Los distribuidores de palma, escoba y vara la hacían mediante cierta división del trabajo entre los miembros de cada familia: el esposo o los hiios compraban el producto y la esposa e hijas mayores hacían la venta.

#### Materias primas
- Palma criolla que se ha utilizado en el tejido proviene de Zumpahuacán y Tenancingo.
- Palma de escoba,una especie de pasto que crece en el monte, proveniente de Tlacotepec.
- Palma de vara, tallo del trigo; , pero ya no hay personas que se dediquen a este negocio, solamente quedan dos escoberos; la vara de trigo proveniente de Temoaya y San Pedro Tlanixco.
- Anilina, que es importada de Alemania y su precio es cada vez más alto, pues aumenta al ritmo en que se devalúa nuestra mone da. Respecto a las anilinas mexicanas, la calidad de los colores es muy baja.
- Palma real, de Morelos, que llegaba vía San Pablo Autopan,

José Dolores Rodríguez, dedicándose a la venta de palma por más de 35 años, cada semana traía de Zumpahuacán tres toneladas de palma. 

Para poder vender la palma a los tejedores tiene que azufrarla, lo que hace que blanquee y se haga más flexible y suave. Para esto se desbaratan los manojos, se tiende al sol, porque viene húmeda, se pica, se deja aproximadamente dos horas, se recoge y se pone a remojar en una pileta durante 20 minutos, después se lava dos o tres veces con agua corriente, se sacude y se cuelga dentro del horno azufrador durante toda la noche, al otro día se saca para venderse.

### Artesanos tradicionales

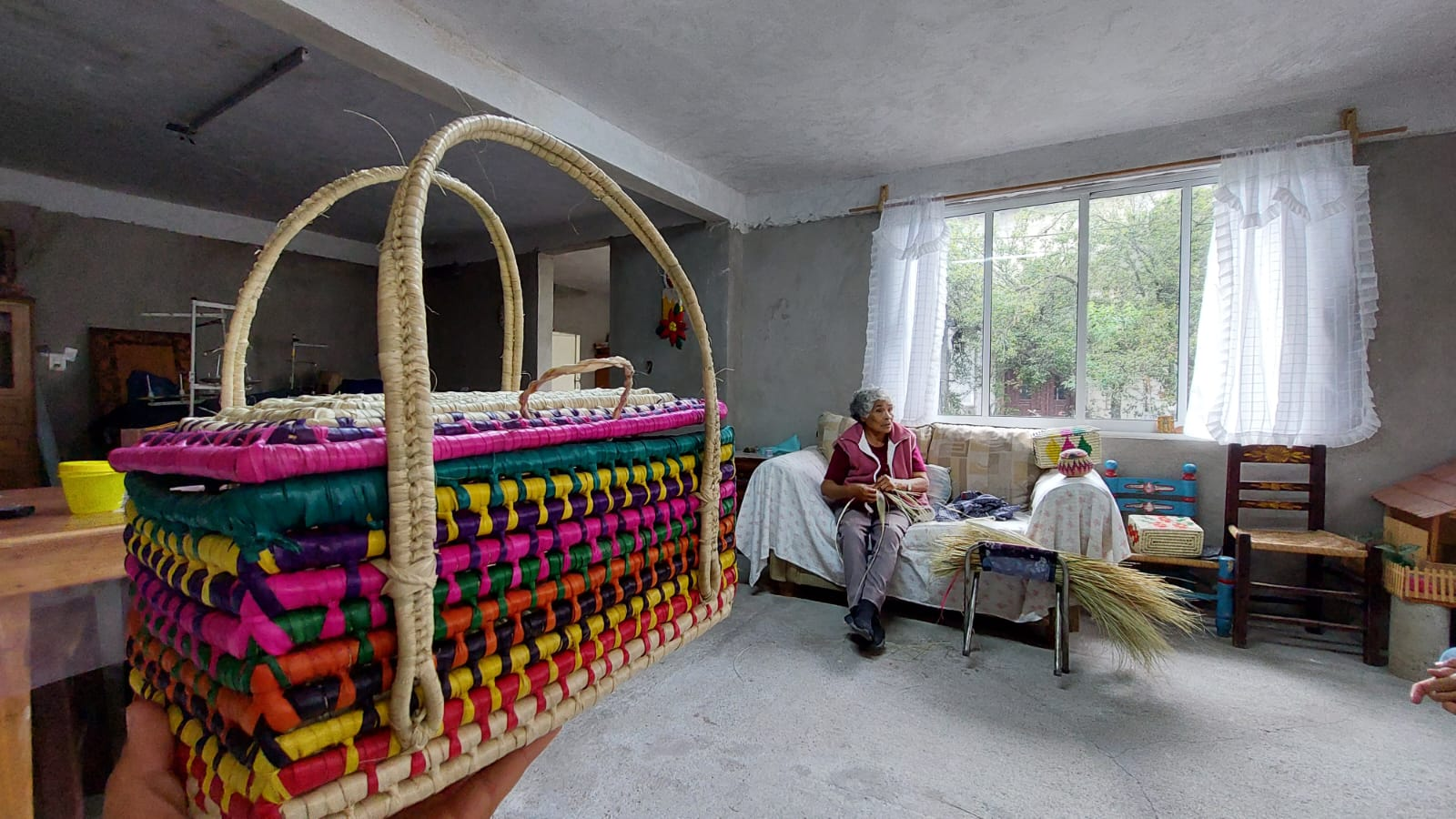
Artesanos del pueblo de Santa Ana

Hilda Lagunas hizo una investigación sobre la producción, distribución y comercio de artesanías del pueblo de Santa Ana en 1999, e identificó a los siguientes artesanos: 
- Florentina Muñoz Martínez, originaria de Santiago Miltepec,

"muy joven se casó y se fue a vivir a Santa Ana Tlapaltitlán de donde era su esposo, quien también era artesano, aprendió a tejer viendo a sus suegros, que tejían canasta de punto y canasta de palma real en 1934 con el material de desecho, hizo canastas y costureros, en los 40 y 50 las vendía en la estación del tren, en el mercado de la Merced o el de Dulces de la ciudad de México, y en seis horas las vendía todas. Los acaparadores se las compraban por bulto sin contar cuántas canastas iban en cada bulto y ella por el miedo de que no las terminara de vender o por el peligro de que la policía se las quitara, las vendia. También se las vendía a los acaparadores del pueblo que en ese entonces era el señor Rosendo. o al señor Lara de Toluca. Los norteamericanos también iban al pueblo a comprar este producto. Tuvo 14 hijos que aprendieron este arte y ayudaban a entregar los pedidos. Desde finales de los ochenta, sus hijos dejaron de tejer pues todos trabajan como obreros en fábricas. Aparte solamente uno de sus hijos, de vez en cuando teje, dos nueras y un nieto, que también trabajó como obrero, en sus tiempos libres teje, para que su abuelita las venda. A la semana se hace 100 canastas y solamente teje de las cuatro de la tarde a las 11 o 12 de la noche y entre sus nueras y su nieto se hacen otras 100. Ya tiene una clientela: en el mercado de Toluca, en una florería, en una tlapalería, también antes las llevaba a Casart en donde dejó de llevarlas porque se las pagaban muy mal y no le pagaban en el momento de la entrega de la mercancía sino quince días o un mes después."

 Hacía cuatro modelos de canastas:  
- - Canasta miniatura para adornar los árboles de Navidad
  - Canasta costurera
  - China o canasta grande con canastitas alrededor
  - Canasta para colación

- Raymunda Lara González de Morales, originaria de Santa Ana Tlapaltitlán, hija de artesanos.

"Por la gran experiencia que tiene, su tejido es calificado de gran calidad, es un tejido fino, es proveedora de Casart. Para poder surtir a esta institución le ayudan, su esposo, Luz Morales Jardón, que aunque se dedica a las labores del campo, pues siembra maíz y haba, y aunque un tiempo trabajó en una fábrica electrónica, situada en el corredor industrial, no dejó de ayudar a su esposa, él compra la palma en Zumpahuacán y las anilinas y le ayuda a vender el producto. También le ayudan algunos de sus hijos y nueras. Les reparte la materia prima ya preparada y sus familiares hacen sus tejidos respectivos, ya que cada uno tiene una especialidad, una vez terminado lo recoge y lo vende, pagando a cada uno de los participantes lo que le corresponde. En esta familia se ve claramente la decadencia de esta labor, porque los hijos trabajan de obreros, porque los nietos tienen mucha tarea, y no les gusta tejer."

- Familia Montes de Oca Galeana.
  - Inocenta Montes de Oca López "empezó a tejer desde que tenía 9 años, empezó tejiendo canastas pequeñas y después canastas grandes cuadradas, dejó de tejer y nuevamente cuando ya estaba casada volvió a tejer, su esposo le ayudaba en los ratos libres, una cuñada le vendía la mercancía, Cuando se enfermó dejó de tejer. De los once hijos vivos, 9 aprendieron a tejer, más por necesidad que por gusto, y de éstos 9, solamente dos hijas siguen tejiendo: Ma. Elena Galeana y Petra Galeana."

- Familia Carreño de Sales.

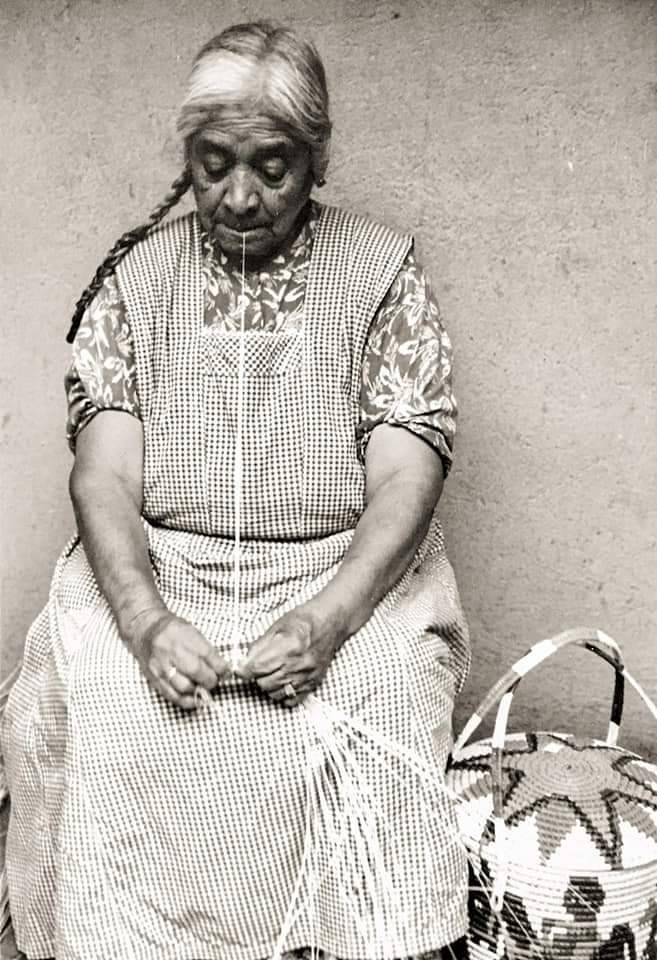
Sra. María López. Artesana de Santa Ana Tlapaltitlan tejiendo una cesta con tapa a principios de la década de los noventa.

  - Esperanza Carreño Desales hija de artesanos, desde los tres años aprendió a tejer. "Ayudaba a sus padres a hacer las bases de las canastas, y cuando dominó la técnica empezó a hacer la canasta cuadrada, después tejía de todo: canasta grande, tapetes, canasta miniatura. En 1988 compró un molino de nixtamal y en sus ratos libres tejía, y después dejó esta actividad, porque la materia prima empezó a estar muy cara y ya no le redituaba."
  - Ma. Dolores, también teje, "de sus hermanos uno que es abogado de vez en cuando teje, para salir de sus problemas económicos, ella les ha enseñado a tejer a todos sus sobrinos. Todos sus hermanos aprendieron a tejer, pero por sus trabajos de comerciantes, o sus carreras de profesionistas ya no lo hacen."

- Familia García Avilés
  - Gabino García Avilés de 79 años de edad, es hijo de artesanos de quienes aprendió el oficio. "Desde niño tejía con sus papás, después de las labores del campo hasta que se ocultaba el sol. Hacía bases y asas de canastas. De joven trabajó en una fabrica de vidrio en la ciudad de Toluca allí seguía tejiendo porque las garrafitas de vino las forraba de palma real, al cerrar la fábrica regresó a su labor de tejer, cultivar la tierra y cuidar animales. Las canastas y maletas que tejía, directamente las iba a vender a los mercados del D.F. o a los regateadores, o se iba hasta Acapulco. Se casó con Juana Jiménez y tuvieron 10 hijos, a los cuatro mayores les enseñó a tejer. Después entró a trabajar a la Tabacalera y dejó de tejer. Cuando se jubiló en la Tabacalera continúo tejiendo la que laman "maleta"."
  - Luis García Avilés fue un excelente artesano. "De pequeño tejía canasta de palma y ayudaba a su padre en las labores del campo. Lo mandaron a Michoacán a una misión social en 1943 cuando el Paricutín hizo erupción, enseñó a los habitantes, generalmente mujeres, de esta comunidad a tejer la palma y a cocerla, azufrarla y teñirla. El regresó a Santa Ana y continuó tejiendo, y no quiso enseñarles a sus hijos el oficio."

- Familia Vargas
  - Baltazar Vargas y su esposa Anita Rivera artesanos, "procrearon 7 hijos, a todos les enseñaron a tejer, su producto lo vendían a los acaparadores de Toluca, los Lara, Solis, o a los extranjeros que iban a Santa Ana a comprar dos veces al año. Pero cuando entraron a trabajar como obreros, seis de sus hijos dejaron el tejido."
  - Remedios Vargas Rivera continuó con esta labor, se perfeccionó en la técnica del tejido de canasta de punto, grande, maleta, frutero.

- Juana Hernández Pichardo, hija de padres artesanos, desde pequeña aprendió a tejer canasta chica. Cuando tenía 14 años entregaba al acaparador Lara de Toluca tapetes y canasta chica
- Nicolás Aguilar de León, aprendió a tejer por sus amigos.

### Compradores
- Rosendo Ávila López, oriundo de la comunidad, hijo de artesano; emprendedor del almacén llamado "La Casa de Canastas". Abastecía compradores de artesanías del Distrito Federal, que a su vez vendían a Cancún. Puerto Vallarta, Acapulco, Zihuatanejo, Veracruz etc. así como a extranjeros, principalmente de Estados Unidos.

- Familia Solis, con bodega-tienda en la ciudad de Toluca surtía a México y al extranjero.

- Familia Lara con negocio en la ciudad de Toluca, más de 40 años comprando cestos de palma que distribuye en el mercado nacional e internacional. Ha vendido a Casart en la ciudad de Toluca, Fonart y el Museo Nacional de Artes e Industrias Populares del INI, en la Ciudad de México.

- Familia Calderón

## Festividades

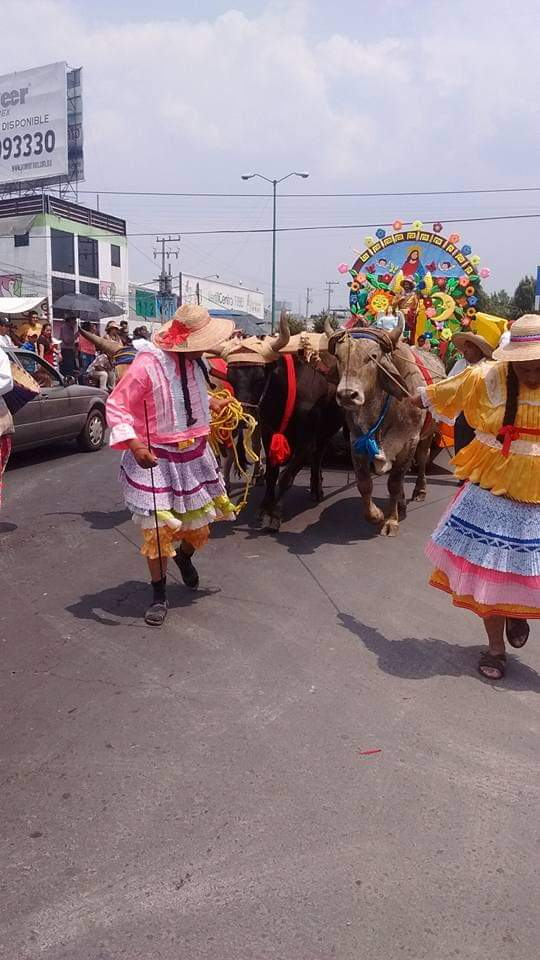
Yuntas adornadas durante el paseo en honor a San Isidro Labrador en Santa Ana Tlapaltitlán.

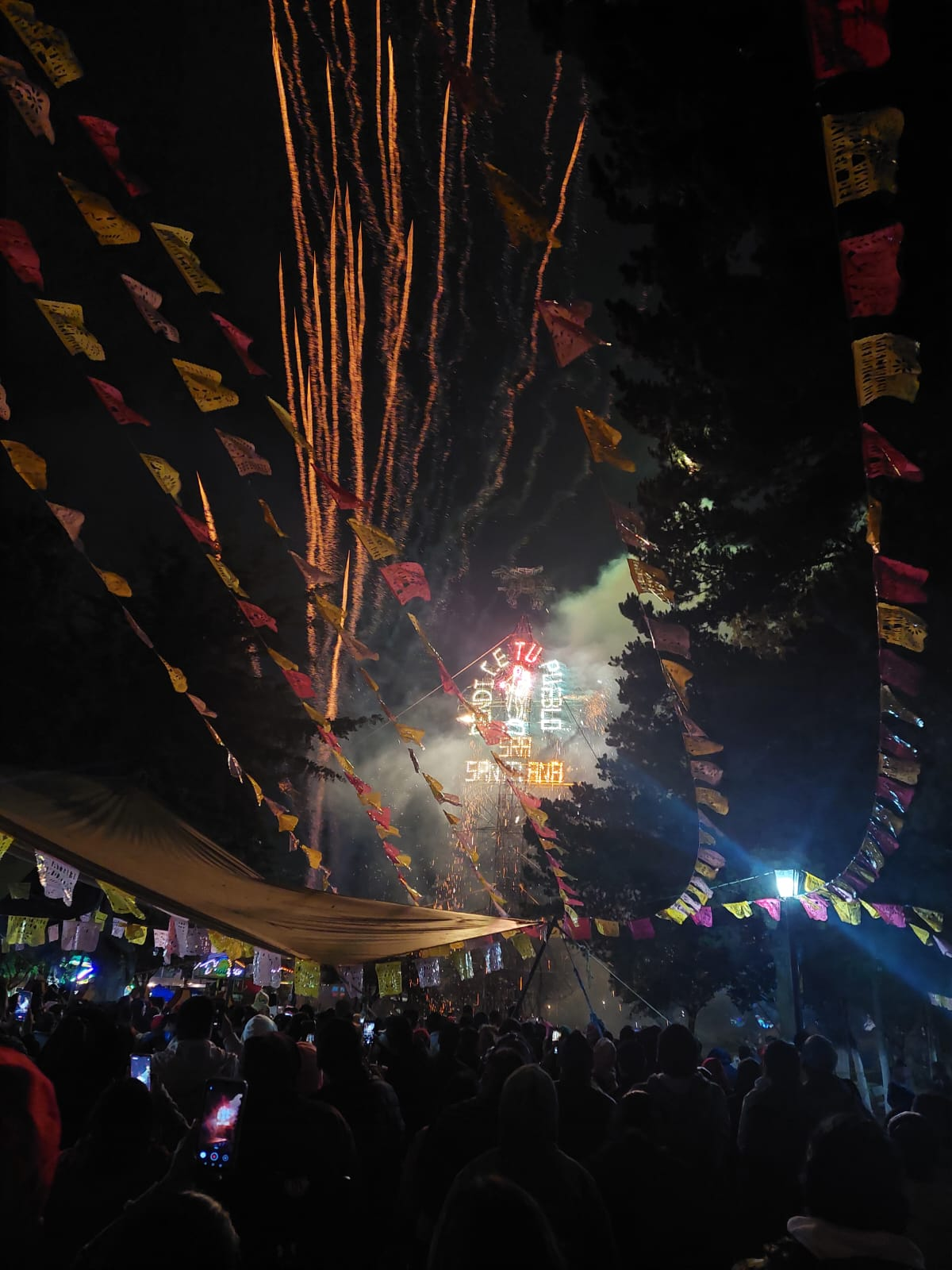
Pirotecnia el 26 de julio en honor a Señora Santa Ana. En el pueblo de Tlapaltitlán, Toluca.

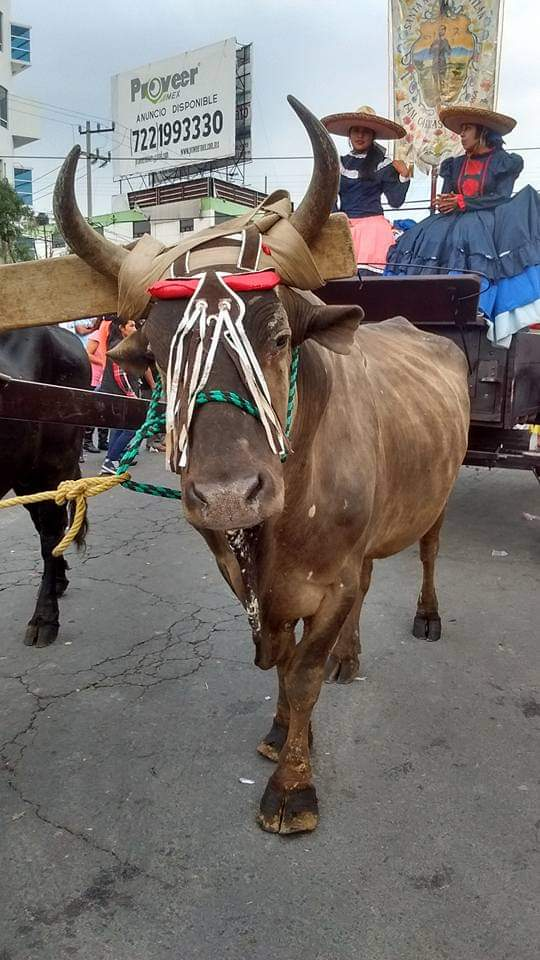
Fiestas de San Isidro en el poblado de Santa Ana Tlapaltitlán.

Entre las expresiones religiosas que tiene esta localidad toluqueña están las fiestas católicas muy arraigadas, ya que esta religión representa al 84% de su población (INEGI:2020), por lo que los cargos como fiscalías y mayordomías siguen teniendo relevancia en la comunidad.
Entre las principales festividades están:
- Anteriormente los fiscales o topiles eran elegidos en el año nuevo a puerta cerrada y con la participación del pueblo de Santa Ana.

- La fiesta del 2 de enero dedicada a "Nuestro Padre Jesús", la primera del año.

- El martes anterior al Miércoles de Ceniza, la festividad dedicada al "Señor de la Columna" o "Señor de los Trabajitos" que cuenta con su capilla en el centro del pueblo y que conmemora el carnaval local.
- La Semana Santa que es escenificada por los pobladores quienes se organizan para recrear la pasión, muerte y resurrección de Jesucristo, es una de las representaciones más visitadas junto con obras de tal índole en otras delegaciones de Toluca.
- 3 de mayo día de la Santa Cruz, otrora era una fiesta importante, hoy solo se hacen algunos eventos en la capilla de su nombre y en la cruz de Atotonilco.
- El 15 de mayo se celebra una de las festividades más importantes para el pueblo de Santa Ana Tlapaltitlán y se trata de la fiesta de la agricultura, dedicada al santo patrón de los labriegos: "San Isidro Labrador". Junto con la Localidad vecina de Metepec, es una de las fiestas más visitadas y de mayor folclore del Valle de Toluca en relación con la veneración a este santo español. Se organizan misas, danzas de cuadrillas las cuales ejecutan la danza de la siembra o de San Isidro Labrador y visten la tradicional "manga" al ritmo del violín; el domingo más cercano al 15 de mayo se lleva a cabo un paseo por las principales calles del pueblo, con carros alegóricos, danzas, yuntas, caballos, mojigangas, bandas de viento; culminando con la premiación a los participantes y un espectáculo de castillos y pirotecnia. Esta fiesta recuerda el pasado agrícola de Santa Ana, hoy un pueblo "engullido" por la urbanización y la zona industrial de la ciudad de Toluca.

- El 26 de julio es la festividad patronal, conmemorando a la madre de la Virgen María y abuela materna de Cristo, la "Señora Santa Ana". En esta fecha el pueblo realiza banquetes que incluyen el tradicional mole rojo, arroz y tamales; particularmente se hacen tamales de quintoniles, una tradición que es muy propia de Tlapaltitlán. Alrededor del templo parroquial se congrega una feria, puestos de pan y comida; en el atrio de la iglesia tocan bandas de música y se organizan bailes con grupos y orquestas de renombre local y nacional. Esta festividad dura al menos tres días en los cuales no faltan las mañanitas a la santa patrona, música, cohetes, procesiones y espectáculos pirotécnicos.
- El 15 de agosto era la fiesta de la bendición de las cañas o de los frutos tiernos, donde los habitantes llevaban una caña a misa adornada con flores del campo, para conmemorar la Asunción de la Virgen y pedir buenas cosechas.

- El 8 de septiembre se organiza la festividad del barrio de Zozoquipan, la cabecera tiene por patrona a Santa Ana y su único barrio antiguo celebra el nacimiento de su hija la Virgen María.
- Del 31 de octubre al 2 de noviembre se llevan a cabo las festividades para conmemorar a los fieles difuntos, con altares en las casas y visitas diarias al panteón del pueblo, resaltando la velada del 1° al 2 de noviembre, donde la mayoría de los visitantes prenden cirios en las tumbas y pernoctan junto a sus seres queridos ya finados. En esta festividad asisten turistas locales y foráneos.
- 3 de noviembre, día de San Martín de Porres que se conmemora en su capilla, con misas, danzas y cohetes.
- El 12 de diciembre se lleva a cabo la fiesta de la Virgen de Guadalupe, patrona de México y emperatriz de América.
- Del 16 al 24 de diciembre se llevan a cabo en el pueblo y en la parroquia las posadas.
- El 24 y 25 de diciembre se festeja con gran revuelo la Natividad de Jesucristo , con gran afluencia a la misa y banquetes en las casas.
- El 31 de diciembre se despide al año viejo con vigilia en la parroquia y cenas en las casas de la localidad.